# ロワレ県
ロワレ県（ロワレけん、Loiret）は、フランスのサントル＝ヴァル・ド・ロワール地域圏の県。パリの南およそ100kmに位置する。

## 歴史
フランス革命後の1790年3月4日、かつての州であるオルレアネーから分割し設置された。県名は、ロワール川に合流する、わずか12kmのロワレ川の名に由来する。オルレアンの一地区であるオルレアン＝ラ＝スルス（fr）と同様の名付け方である。
1815年にワーテルローの戦いで第七次対仏大同盟が勝利すると、1818年11月までバイエルン王国軍に占領されていた。

## 地理

ロワレ県の地方図

ロワレ県は、ロワール＝エ＝シェール県、ウール＝エ＝ロワール県と同様にかつてのオルレアネー州に属していた。エソンヌ県、セーヌ＝エ＝マルヌ県、ヨンヌ県、ニエーヴル県、シェール県、ロワール＝エ＝シェール県、ウール＝エ＝ロワール県と接している。ジアン、モンタルジ、オルレアン、ピティヴィエの4つの都市圏からなる。
ロワレ県は標高100mほどの平らな県で、パリ盆地の南部にある。
ロワール川が県の南東から西へ向けて流れる。オルレアン周辺では本質的に地下を流れる。砂州の状態は定まらず、川の流れの不評を部分的に表している。流域のコミューンには、ブリアール、ジアン、シュリー＝シュル＝ロワール、シャトーヌフ＝シュル＝ロワール、ボージャンシーなどがある。

## 人口統計
| 1801年  | 1831年  | 1841年  | 1851年  | 1856年  | 1861年  | 1866年  |
| ------- | ------- | ------- | ------- | ------- | ------- | ------- |
| 286.050 | 305.276 | 318.452 | 341.029 | 345.115 | 352.757 | 357.110 |
| 1872年  | 1876年  | 1881年  | 1886年  | 1891年  | 1896年  | 1901年  |
| 353.021 | 360.903 | 368.526 | 374.875 | 377.718 | 371.019 | 366.660 |
| 1906年  | 1911年  | 1921年  | 1926年  | 1931年  | 1936年  | 1946年  |
| 364.999 | 364.061 | 337.224 | 341.225 | 342.679 | 343.865 | 346.918 |
| 1954年  | 1962年  | 1968年  | 1975年  | 1982年  | 1990年  | 1999年  |
| 360.523 | 389.854 | 430.629 | 490.189 | 535.669 | 580.612 | 618.126 |
| 2006年  | 2007年  |         |         |         |         |         |
| 645 324 | 647 727 |         |         |         |         |         |

出典:2006年、2007年はINSEE

## ギャラリー

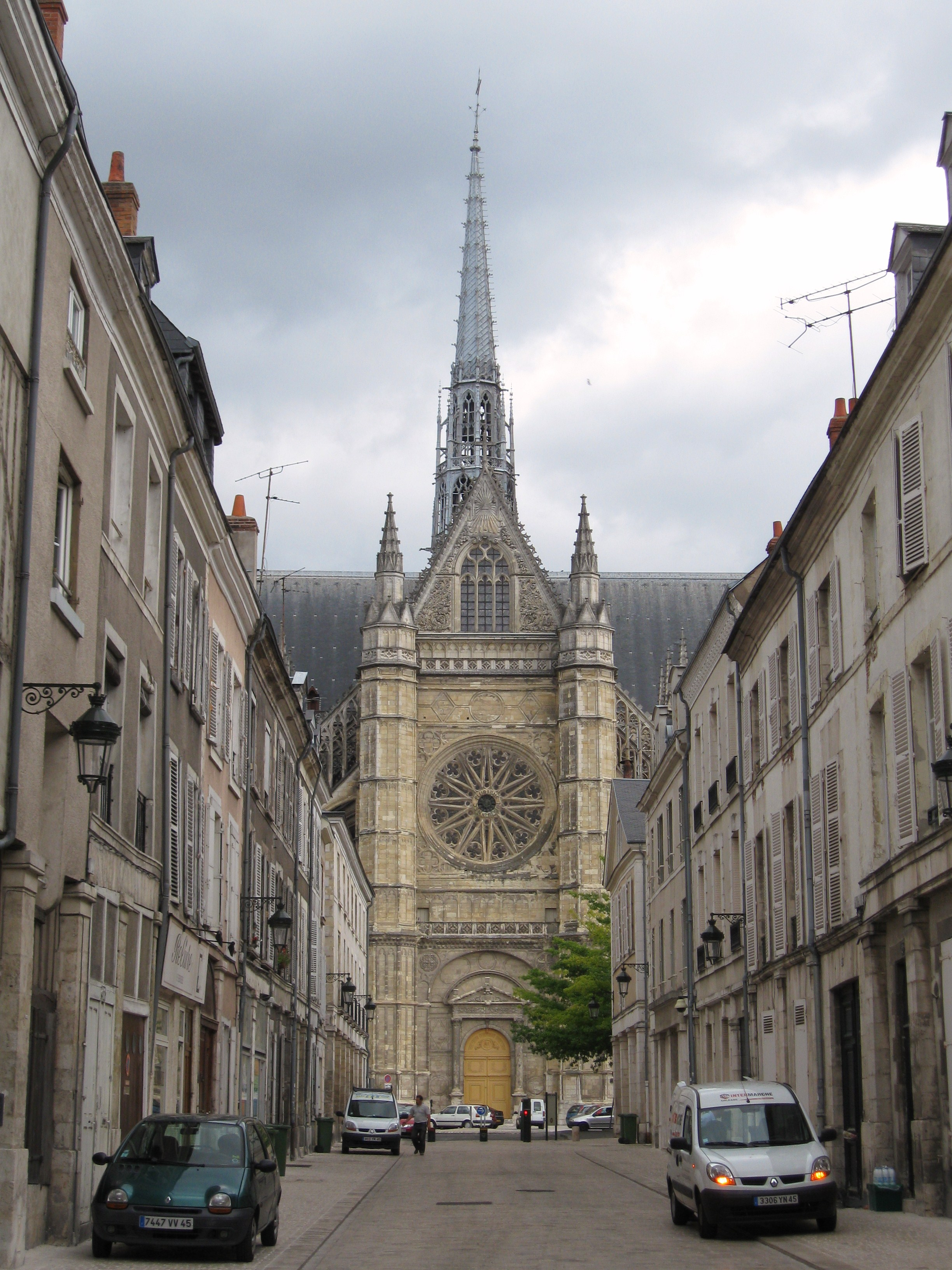
オルレアン
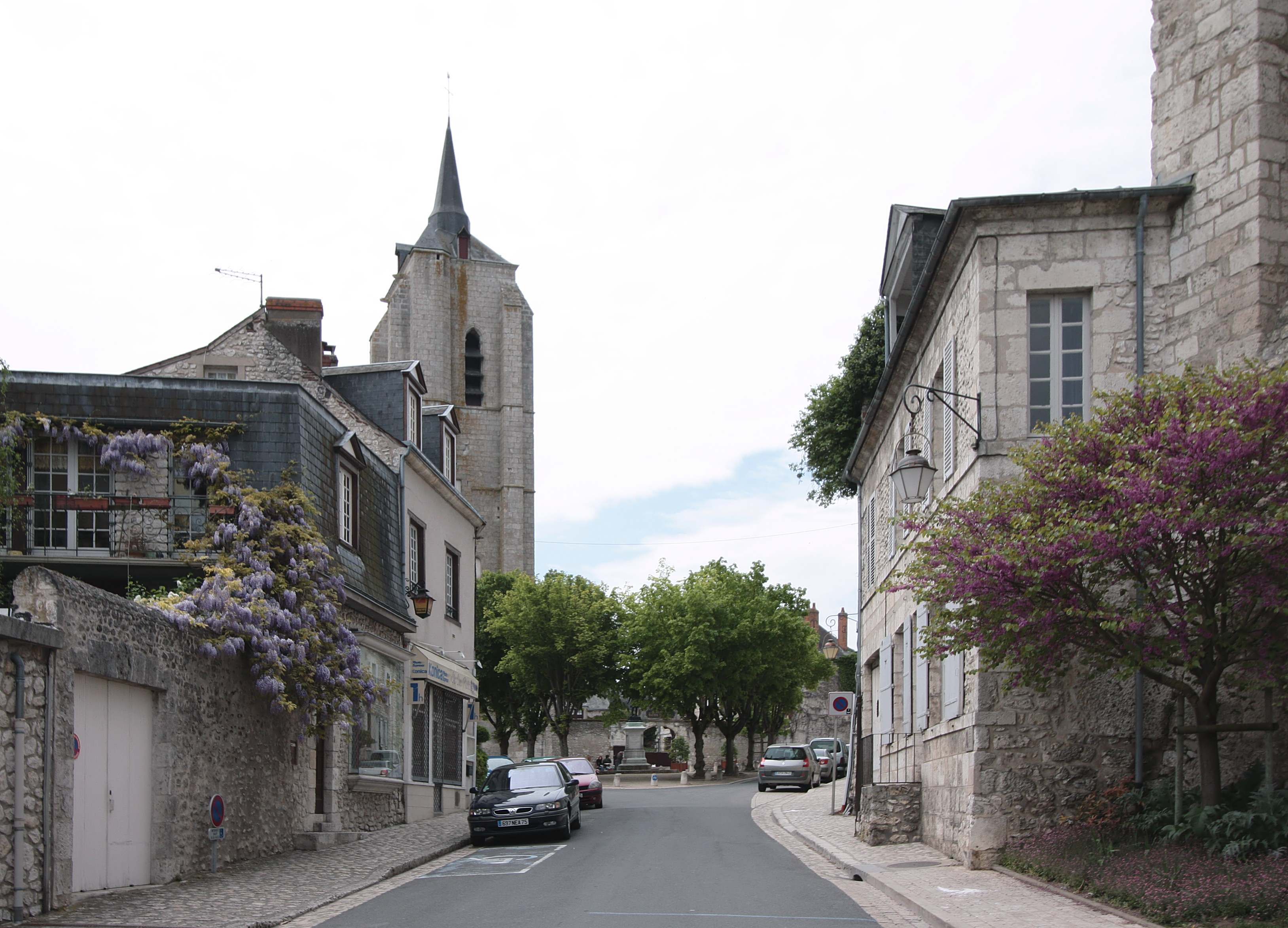
ボージャンシー
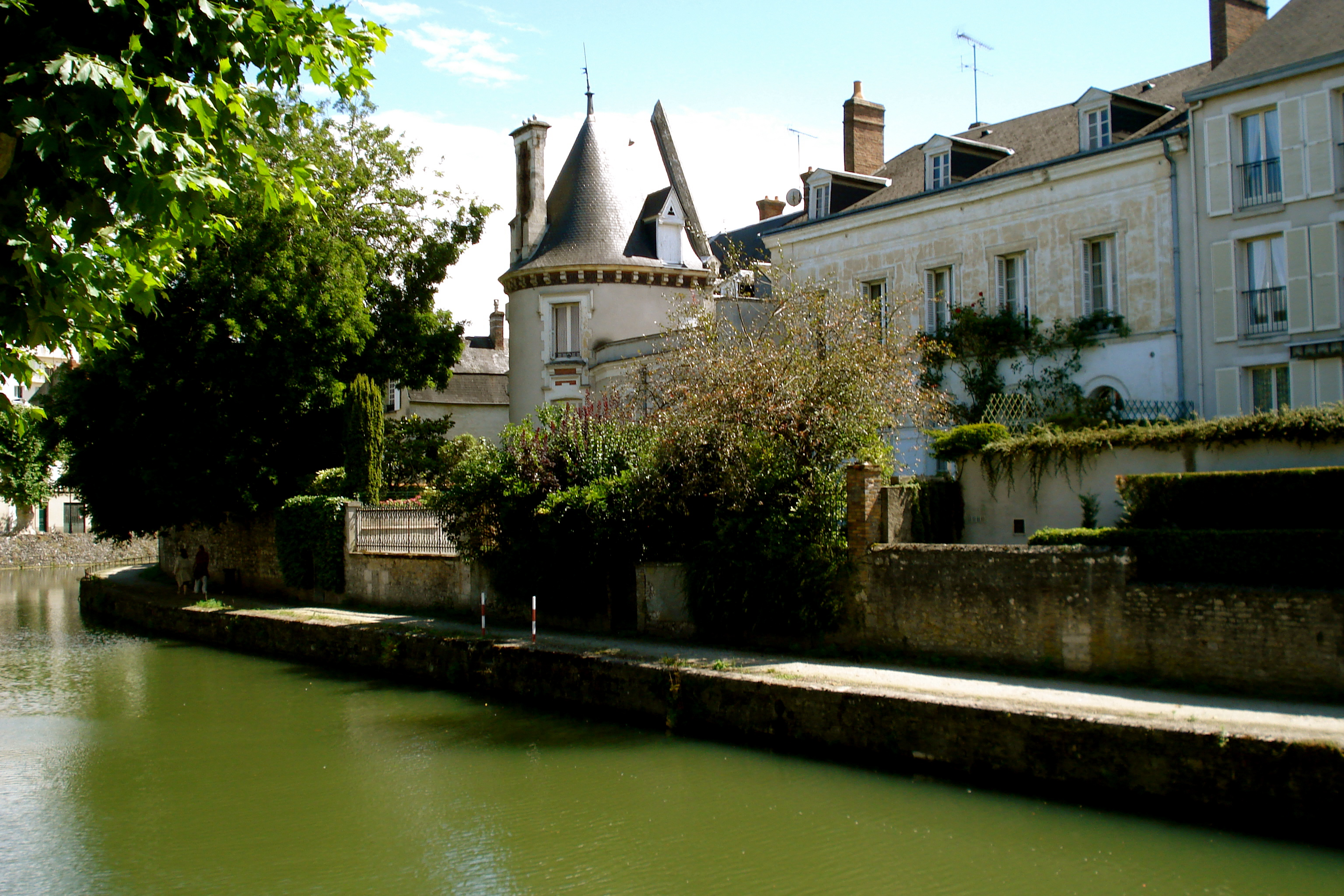
モンタルジ